# Sumanique
[[
marco
]]
Sumanique es una localidad peruana ubicada en el distrito de Santiago de Cao en la provincia de Ascope de la Región La Libertad. Se encuentra a unos 48 kilómetros al norte de la ciudad de Trujillo.

## Descripción
Es un centro poblado que se ubica en el Valle Chicama a un kilómetro de la ciudad de Cartavio.
El topónimo Sumanique deriva de dos vocablos híbridos prehispánicos. Del quechua sumaq, "bonito" y del muchik nech que significa "río". Etimológicamente significa "río hermoso", relacionado con el río Chicama, con cuyas aguas se irrigan los campos de caña de azúcar de todo el valle. (Según el escritor y etimólogo Segundo Vereau, que visitó la zona). Este lugar está formado por chacras, donde los pobladores se dedican a la agricultura y anteriormente sembraban maíz, yuca, camote y variados árboles frutales y que llevaban a vender al mercado de Cartavio. En la zona se ubica la huaca "La novoa" de origen mochica, con construcciones de adobe, en donde los lugareños y de Cartavio, suben al cerro durante la fiesta del florecer que se realiza la primera semana de mayo y en la festividad tradicional de la Santísima Cruz de Sumanique. En su plazuela mayor actualmente se exhiben varias iconografías mochicas, alrededor de un huaco retrato mochica grande, construido en el 2016, durante la gestión del alcalde Enrique del Campo. A escasa distancia se ubica la I.E N.º 80066 "Sumanique" del nivel inicial y primaria. En la actualidad los agricultores se dedican al cultivo de plantaciones de caña de azúcar, que lo venden a la empresa Cartavio. También tiene una acequia conocida como Pongochongo (del quech. punku, ‘puerta’, y shunku, ‘corazón’).
Una de las personas que ha dedicado a estudiar sus tradiciones y festividades es el cartavino Mg. Miguel Núñez Bartolo y que lo difunde en su blog. https://relatosencartavioperu.blogspot.com/2012/04/festividad-de-la-santisima-cruz.html